# Дебрито, Педро
Педро Гомес Дебрито (25 мая 1959, Прая — 5 июля 2014, Майами, Флорида) — американо-кабовердинский футболист, полузащитник. Его карьера прошла в нескольких лигах США, включая Североамериканскую футбольную лигу, MISL, Американскую футбольную лигу и Национальную Профессиональную футбольную лигу. Он сыграл один матч со сборной США в 1983 году. Дебрито был введён в Футбольный Зал славы Коннектикута в 2006 году.

## Ранние годы
Родителей Педро Дебрито звали Джон и Анджелина. У него было пятеро сестёр: Вера, Фернанда, Валериана, Анджела и Мария. Его младший брат, Джон Дебрито, также был профессиональным футболистом, выступал в 1990-х и начале 2000-х.
Когда Дебрито было девять лет, его семья переехала из Кабо-Верде в Португалию. Затем его семья переехала в США, когда ему было пятнадцать.

## Колледж
После окончания школы он учился в Коннектикутском университете. Он играл на позиции нападающего за мужскую футбольную команду и за свои четыре сезона в команде забил 43 гола и отдал 59 передач. Он является рекордсменом университета по числу передач и занимает пятое место в рейтинге бомбардиров. В 1981 году команда со счётом 2:1 победила Алабамский университет агрикультуры и механики и выиграла чемпионат NCAA. В 1980 году он получил поощрительную премию и в 1981 году был зачислен в Первую команду Всеамериканских спортсменов. Университет Коннектикута включил Дебрито в свой Спортивный зал славы в 1999 году, а через год его зачислили в футбольный Зал славы Коннектикута.

## Профессиональная карьера
«Тампа-Бэй Раудис» из Североамериканской футбольной лиги подписал контракт с Дебрито в 1982 году. В том же году он стал Новичком года NASL, играя на позиции нападающего. В 1983 году Федерация футбола США в координации с NASL ввела сборную США в лигу как новую франшизу, команда получила название «Тим Америка». Клуб состоял из граждан США, игравших в NASL, MISL и ASL. Дебрито покинул «Раудис» и подписал контракт с «Тим Америка». «Тим Америка» закончила 1983 сезон провально, став худшим клубом в NASL, Федерация футбола сняла команду с соревнования и Дебрито вернулся в «Раудис». Тем не менее, в том же году Дебрито сыграл свой единственный матч за национальную сборную США, 30 апреля его команда одержала победу над Гаити со счётом 2:0.
После одного сезона в лиге шоубола 26 апреля 1984 года «Раудис» обменяли его на Рефика Козича (с доплатой) из «Нью-Йорк Космос». В то время, как Дебрито играл на позиции нападающего с «Раудис» и полузащитника с «Тим Америка», «Космос» использовал его в амплуа защитника. Дебрито провёл с «Космосом» сезон 1984 года NASL. В конце сезона лига была расформирована, и «Космос» перешёл в MISL на 1984/85 сезон. Однако это был последний сезон для «Космоса», и 10 сентября 1985 года Дебрито подписал контракт с «Даллас Сайдкикс» на правах свободного агента. 13 февраля 1987 года Дебрито повредил правое колено, что вывело его из строя на оставшуюся часть 1986/87 сезона. Он начал 1987/88 сезон с «Сайдкикс», но команда попыталась обменять Дебрито на Годфри Инграма. Когда двум командам не удалось завершить сделку, «Сайдкикс» уволил Дебрито из-за высокой зарплаты игрока, он провёл за клуб девять игр в 1987/88 сезоне. Затем Дебрито подписал контракт с «Уичито Уингз» на правах свободного агента. Позднее в том же сезоне он сломал правую ногу. В 1989 году Дебрито играл за «Олбани Кэпиталс» из Американской футбольной лиги.
Дебрито вернулся в «Даллас Сайдкикс» в статусе свободного агента в 1990 году и оставался с командой до 1991 года. 2 декабря 1992 года он подписал контракт с «Детройт Рокерс» из Национальной профессиональной футбольной лиги и играл с командой до 1994 года, когда ушёл из профессионального футбола. Позже он провёл некоторое время в Португалии, прежде чем вернуться в Соединённые Штаты и поселиться в Майами, где он продолжал играть за местные любительские команды.

## Смерть
3 июля 2014 года в Майами, Флорида, Дебрито попал в автокатастрофу. В результате полученных травм через два дня скончался.